# Maurilia lubinatoides
Maurilia lubinatoides är en fjärilsart som beskrevs av Embrik Strand 1915. Maurilia lubinatoides ingår i släktet Maurilia och familjen trågspinnare. Inga underarter finns listade i Catalogue of Life.